# Than Károly
Apáti Than Károly Antal (Óbecse, 1834. december 20. – Budapest, 1908. július 5.) magyar kémikus, a budapesti tudományegyetem egykori kémiatanára, a Magyar Tudományos Akadémia tagja. 1872-től 1880-ig a Királyi Magyar Természettudományi Társulat elnöke. Királyi tanácsos, a magyar főrendiház tagja, aki a magyar mellett németül, franciául, angolul és latinul is beszélt.

## Életpályája
Jómódú családba született, apja, apáti Than János (1789–1858), királyi pénztárnok volt Becsén, édesanyja Setény Ottilia. Tíz testvére közül Than Mór bátyja érdemeit tartja számon az utókor. Szabadkán, Kalocsán, Szolnokon és Nagybecskereken járt gimnáziumba. Tizennégy éves korában részt vett az 1848-49-es szabadságharcban előbb lövészi, később tűzmesteri beosztást látott el Bem seregében. A fegyverletétel után a gyógyszerészi pályára lépett. 1855-ben kitűnő eredménnyel érettségizett Szegeden.
Egyetemi tanulmányait Bécsben végezte, ahol egy évig orvosi szakon, majd a gyógyszerészetin főleg kémiával foglalkozott, és 1858-ban a kémia doktora lett. Még ebben az évben ösztöndíjjal tartózkodik Bunsen híres laboratóriumában, Heidelbergben, majd felkereste Párizs nevezetesebb tanintézeteit is, hogy ismereteit gyarapítsa. 1859-ben Bécsben mint tanársegéd, majd mint magántanár folytatta működését; 1860-ban a pesti egyetemen a kémiai tanszék helyettes tanára, 1862. július 18-án pedig a tanszék rendes tanára (professzora) lett. (Ennek az állásnak egyik alapfeltétele volt a kiváló magyar nyelvtudás, addig ugyanis a pesti egyetemen is németül folyt az oktatás.)
Tervei szerint új Kémiai Intézet épült a Trefort kertben, mely 1872-re készült el. Az akkor igen modern épület tapasztalatait vették alapul a később épült intézetek szervezésekor Birminghamben, Champaigne-ban, Rómában, Grazban és Aachenben. A pesti épület ma is áll a Múzeum krt. 4/b alatt, de a kémia tanszéket már kiköltöztették. A felújított épületben ma bölcsészkari szakok találhatóak.
Than Károlyt 1860-ban levelező, majd 1870-ben rendes tagjává választotta a Magyar Tudományos Akadémia. Az Akadémia matematikai és természettudományi osztályának 1887-től elnöki, 1907-től haláláig pedig az Akadémia másodelnöki (alelnöki) tisztét viselte.
A Királyi Magyar Természettudományi Társulat kémiai-ásványtani szakosztályának 1891-től haláláig elnöke volt. Ekkor kezdeményezte az önálló magyar kémiai folyóirat létrehozását, amelyet saját 1000 Ft-os adományával is segített. A Magyar Chemiai Folyóiratnak 1895-ben megjelent az első száma, ő lett a szerkesztőbizottság elnöke.
Hosszú és gazdag munkássága után 1908-ban nyugdíjazását kérte. Még abban az évben (július 5-én) elhunyt. Neje Kleinschmidt Ervina Terézia Mária Albertina volt.
Szülőházát Óbecsén felújították, ma Than Emlékházként Szerbia kulturális örökségei között őrzik.

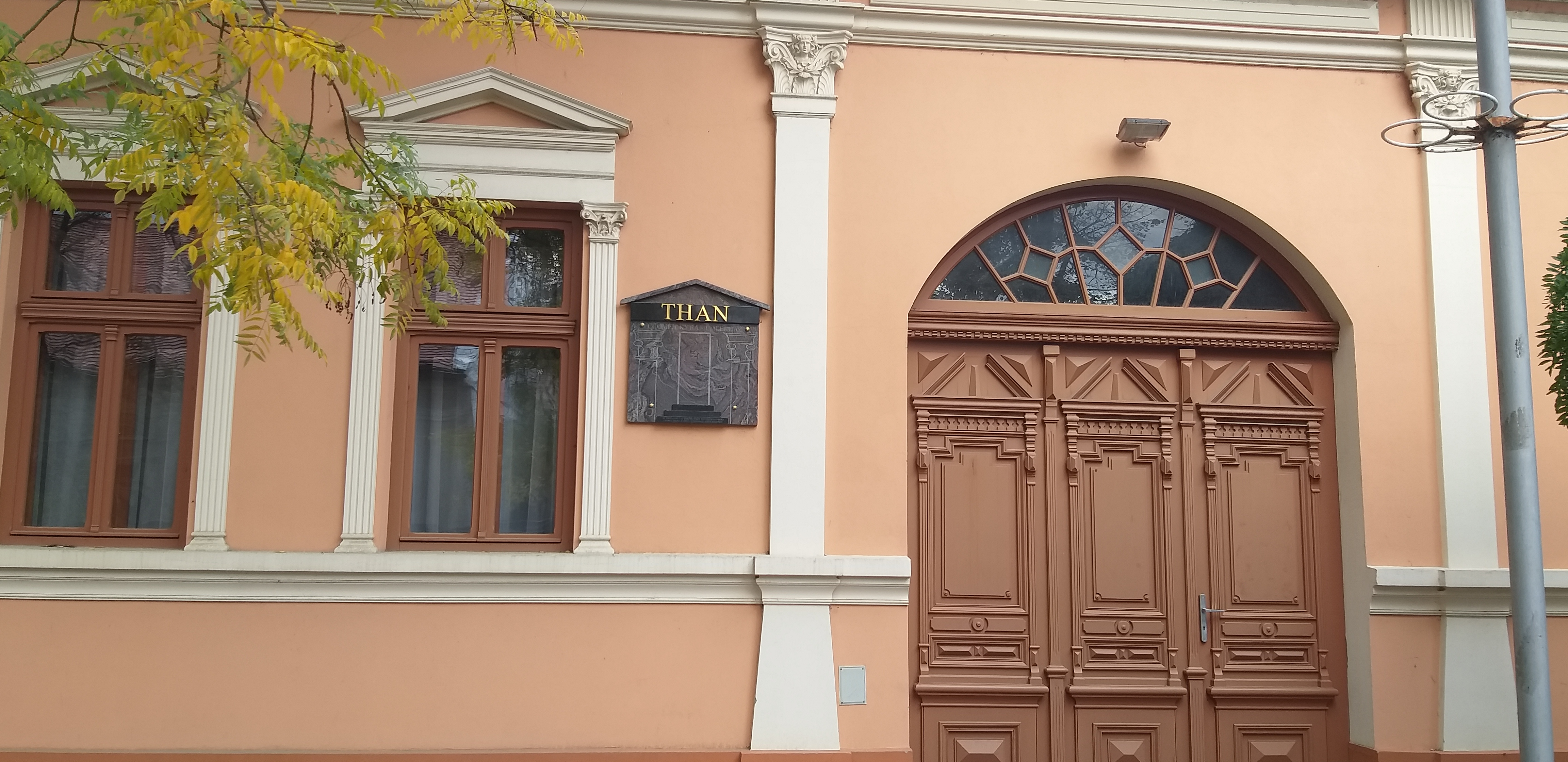
Az óbecsei szülőház, 2019

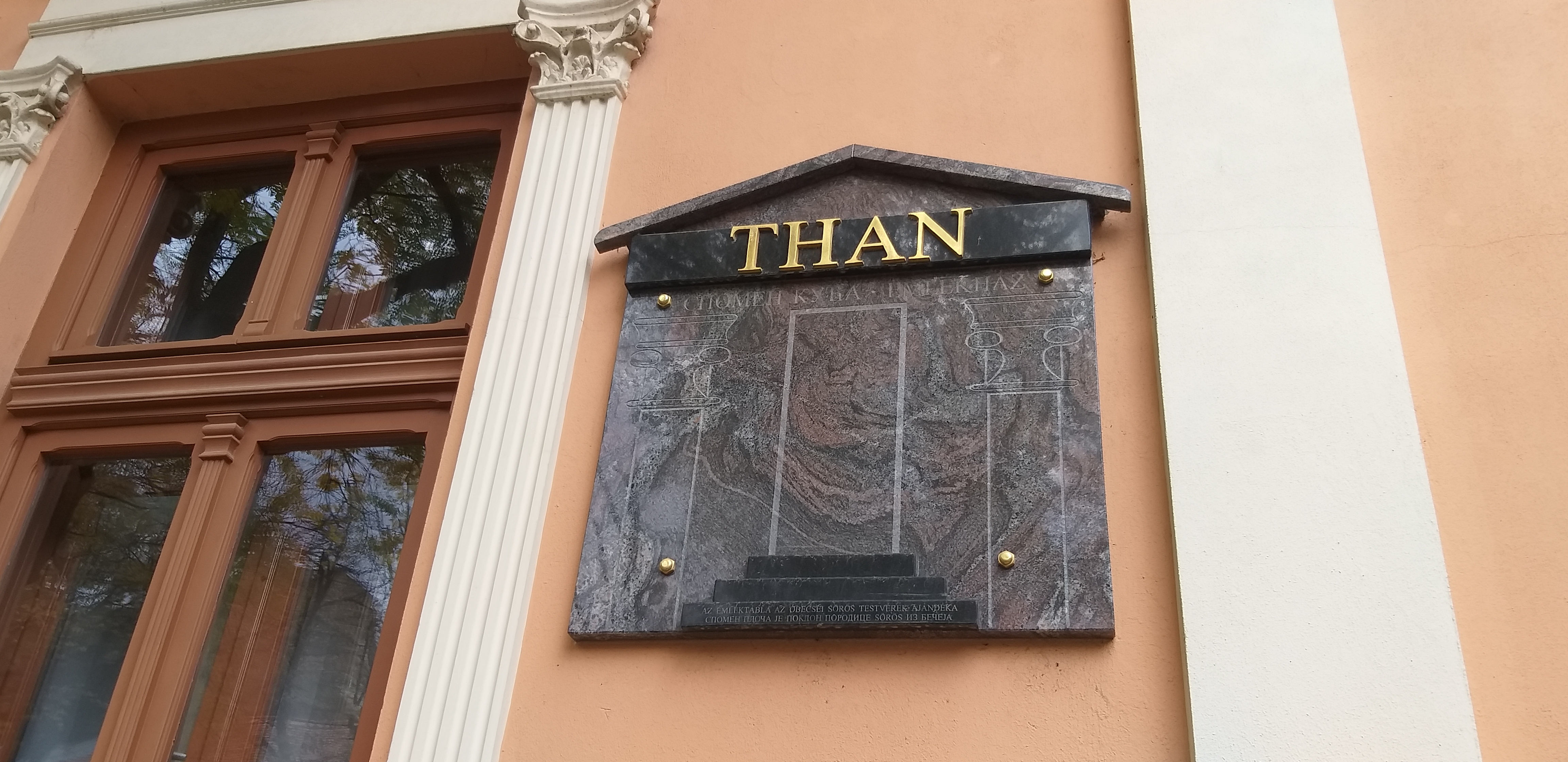
Az óbecsei szülőházon látható emléktábla, 2019

## Munkássága, érdemei
Than igazi iskolateremtő tudós volt. Alapos előtanulmányai után megválasztották a pesti egyetem tanárává, innentől kezdve egész erejét a közoktatás, közművelődés és a tudományos munkásság hazai felvirágoztatásának szentelte. A kémia tanításának módszerét az egyetemen átalakította; tartalmas és a formában is kiválóan gondos előadásaival nemcsak megkedveltetni tudta tárgyát, hanem fölébresztette tanítványaiban a kutatásra való hajlamot is. A 20. század első felében működő kémiai tudósaink mindegyikét Than Károly tanította. Az egyetemi tanításra vonatkozó nézeteit már 1871-ben az Akadémia elé terjesztette és 1875–76. évi rektori beszédében részletesen taglalta a tanítási és tanulási szabadság jelentőségét.
A tanításon kívül az első Magyar Gyógyszerkönyv (Pharmacopoea Hungarica, 1871) kidolgozásában is elévülhetetlen érdemeket szerzett. A már említett Kémiai Intézet alapítója és vezetője. Nevéhez kötődik az analitikai mérőoldat faktorbeállító anyagának, a kálium-bikarbonátnak és kálium-bijodátnak (az úgynevezett Than-só) a bevezetése. Közegészségi tekintetben igen fontos munkát végzett (tagja az Országos Közegészségi Tanácsnak), 1885-ben Fodor Józseffel és Balló Mátyással együtt a főváros ivóvízzel való ellátása ügyében, továbbá az orosz pestisveszély alkalmával hatékony módszert dolgozott ki a fertőtlenítésre, amelyet a bécsi birodalmi járványbizottság is elfogadott. A tanítás mellett, ami ideje maradt, azt a kutatásra fordította. Korszerű eredményeit azonban elsősorban magyar lapokban publikálta, nem vágyott nemzetközi hírnévre.

## Önálló kutatási munkái
- első dolgozatai A platincián-etilről és A rumicinről (1858, Bécs)
- A propilén elnyelési együtthatója
- A jód-etilén hatása a cinkre (Heidelberg)
- A vegyelemek paránysúlyáról (1861, MTA)
- A szalmiák szabályellenes gőzéről (1863)
- Az ásványvizek elemzésének összeállításáról (1864)
- Az anyag benső szerkezetéről (1864)
- Az ozon képződésről gyors égéseknél (1867) REAL-EOD
- A szénélegkénegről (1867) REAL-EOD
- A harkányi kénes hévvíz vegyi elemzése (1869) REAL-EOD
- A vegyértékek törvényéről (1873)
- Nyolcz közlemény a m. k. egyetem vegytani intézetéből (Előterjesztette, 1875) REAL-EOD
- Öt közlemény a m. k. egyetem vegytani intézetéből (Előterjesztette, 1875) REAL-EOD
- A margitszigeti hévforrás vegyi elemzése (1875) REAL-EOD
- Vegyerélytani vizsgálatok (I. 1877 és II. 1881 REAL-EOD)
- A magas hőmérsék és karbolsavgőz hatása a szerves testekre (1879) REAL-EOD
- A városligeti artézi kút hévforrásának vegyi elemzése (1880) Előterjesztette T.K. REAL-EOD
- Közlemények a m. k. egyetem vegytani intézetéből, I. Carbonylsulfid, II. Világító gáz, III. Egy földpát (1880) Előadta T.K. REAL-EOD
- Közlemények a m. k. egyetem vegytani intézetéből, I. Durranólég, II. Nytrosylsav sói (1880) REAL-EOD
- Regnault H. Victor emlékezete (1880) REAL-EOD
- Vegyerélytani vizsgálatok : a calorimetrikus mérések adatainak összehasonlításáról (1881) REAL-EOD
- A gazometrikus módszerek kibővítéséről (1885)
- A szliácsi források chemiai elemzése  (1885) REAL-EOD
- A volumetrikus normál oldatok készítéséről (1888 és 1889)
- A molekulasúlyok térfogatának egységéről (1888)
- Az ásványvizeknek kémiai konstituciójáról és összehasonlításáról (1890) REAL-EOD

stb.
A gyakorlati oktatás céljaira írta:
- Feladatok a kémiai gyakorlatokhoz (1888)
- A qualitativ kémiai analizis elemei (1895) című munkáit.

## Egyéb munkái
Nagyobb szabású művének „A kisérleti chemia elemei” első kötete (Általános kémia) 1897-ben jelent meg. Időközben számos ásványvizet analizált, melyeket szintén az Akadémián mutatott be. Ilyenek a Deák Ferenc keserűvíz (1862), a polhorai sósforrás, a csízi jódtartalmú forrás (1886), a harkányi kénes hévíz (1886), melyben felfedezi a karbonil-szulfidot; a Margit-szigeti hévforrás, a borszéki főkút, a városligeti artézi kút (1880); a szilácsi vasas vizek (1885).
Számtalan új készüléket szerkesztett vagy módosított a tanítás és kutatás céljaira, amelyeket leginkább a Természettudományi Közlönyben tett közzé. Az ő kezdeményezésére indult meg a Magyar Kémiai Folyóirat (1895). A Pallas nagy lexikona kémiai részének szakszerkesztője volt.

## Jelentősebb eredményei a kémiában
- az analitikai kémiába bevezette a mérőoldatok hatóértékének beállítására (faktorozására) a kálium-hidrogénkarbonátot és a kálium-hidrogénjodátot
- jóval Arrhenius előtt javasolta, hogy az elemzések eredményét ne vegyületekben, hanem ionok szerint adják meg. Ezen érdemét dicséri a később róla elnevezett Than-féle egyenérték fogalma.
- javasolta a gázok normáltérfogatának az egy gramm-molekulasúlynyi (mol) gáz által 1 atm nyomáson és 0 °C-on mért térfogatot nevezzék. (Ezt ő megmérve 22,3 liternek találta.)

## Kitüntetései, elismerései
- királyi tanácsos (1872)
- III. oszt. Vaskorona-rend (1873)
- Pro litteris et artibus rendjel (1890)
- a főrendiház örökös tagja (1895)
- a pesti egyetem tiszteletbeli doktora
- Óbecse város díszpolgára

## Emlékezete
- Síremléke a Fiumei úti sírkertben, nemzetünk nagyjai közt található.
- Halálának 100. évfordulója tiszteletére, 2008-ban önálló kötet jelent meg róla, amely az eddigi legnagyobb terjedelmű és legalaposabb Than-monográfia.

Adatai: Beck Mihály: Than Károly élete és munkássága. Sajtó alá rendezte: Gazda István. Piliscsaba, 2008. Magyar Tudománytörténeti Intézet. 201 old. (Than publikációinak teljes jegyzékével)
- A Than Károly SE 2006-ban alakult, jelenleg futball csapattal rendelkezik, amely a BLSZ IV-bajnokságban játszik.[13]
- Nevét iskola is őrzi, a Than Károly Ökoiskola Gimnázium, Szakközépiskola és Szakiskola - Budapest, II. ker. 1023 Lajos u. 1-5., amelynek halljában a kémikus mellszobra is megtalálható.[14]
- Szabadváry Ferenc: Than Károly. Budapest: Akadémiai Kiadó. 1972.  = A múlt magyar tudósai,